# Marj Dusay

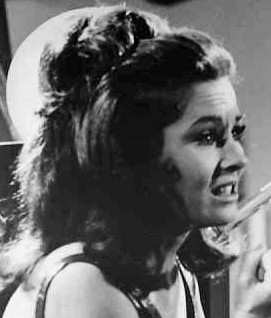
Marj Dusay (1968)

Marj Dusay (* 20. Februar 1936 in Hays, Kansas als Marjorie Ellen Pivonka Mahoney; † 28. Januar 2020) war eine US-amerikanische Schauspielerin.

## Leben und Karriere
Dusay gab 1967 ihr Fernsehdebüt. Im selben Jahr spielte sie an der Seite von Elvis Presley in Nur nicht Millionär sein. Darauf folgten zahlreiche Auftritte in Fernsehserien wie beispielsweise Hawaii Fünf-Null (1969) sowie in wenigen Kinofilmen. 1977 verkörperte sie im Kriegsfilm MacArthur – Held des Pazifik die Ehefrau des von Gregory Peck verkörperten US-Generals Douglas MacArthur. In späteren Jahren trat Dusay vor allem in Seifenopern auf, wie in California Clan (1988–1989, 1991) als Pamela Conrad. Von 1993 bis zur Serieneinstellung 2009 spielte sie die Rolle der Alexandra Spaulding in Springfield Story.
Marj Dusay war von 1955 bis 1961 mit John Dusay und von 1967 bis zu seinem Tod 1988 mit Thomas Perine verheiratet. Ihre Tochter ist die Schauspielerin Debra Dusay. Ihr Sohn starb 1993 an den Folgen seiner AIDS-Erkrankung. Marj Dusay starb im Januar 2020 im Alter von 83 Jahren im Schlaf.

## Filmografie (Auswahl)
- 1967: Nur nicht Millionär sein (Clambake)
- 1968: Adieu, geliebter November (Sweet November)
- 1968: Raumschiff Enterprise (Star Trek; Fernsehserie, Folge Spock’s Brain)
- 1968/1969: Bonanza (Fernsehserie, 2 Folgen)
- 1968–1970: Ein Käfig voller Helden (Hogan’s Heroes; Fernsehserie, 3 Folgen)
- 1969: Nacht ohne Zeugen (Pendulum)
- 1972/1973: Cannon (Fernsehserie, 2 Folgen)
- 1973: Begegnung am Vormittag (Breezy)
- 1973: Thirty Dangerous Seconds
- 1973–1978: Barnaby Jones (Fernsehserie, 4 Folgen)
- 1977: MacArthur – Held des Pazifik (MacArthur)
- 1978: Quincy (Fernsehserie, Folge No Way to Treat a Body)
- 1983: Hart aber herzlich (Hart to Hart; Fernsehserie, Folge Original oder Fälschung?)
- 1983–1987: Capitol (Seifenoper)
- 1987: Made in Heaven
- 1987–1990 Freitag der 13.: The Series (Fernsehserie)
- 1987–1991: California Clan (Santa Barbara, Seifenoper)
- 1989/1992: Mord ist ihr Hobby (Murder, She Wrote; Fernsehserie, 2 Folgen)
- 1992: Der Prinz von Bel-Air (The Fresh Prince of Bel-Air; Fernsehserie, Folge Geoffrey Cleans Up)
- 1993–2009: Springfield Story (Seifenoper)
- 1997: Love Walked In
- 1998–2002: All My Children (Seifenoper)
- 2002: Pride & Loyalty

## Preise und Auszeichnungen
- 1986, Soap Opera Digest Award Nominierung für Capitol Records
- 1988, Soap Opera Digest Award Nominierung für Capitol Records
- 1995, Soap Opera Digest Award Nominierung für Springfield Story
- 1995, Emmy-Nominierung für Springfield Story
- 2002, Special Fun Award Nominierung für All My Children